# Lepidolejeunea sullivantii
Lepidolejeunea sullivantii là một loài Rêu trong họ Lejeuneaceae. Loài này được (Gottsche) Reiner, Maria Elena mô tả khoa học đầu tiên năm 2006.